# میلان هراکک
میلان هراکک (انگلیسی: Milan Horáček؛ زادهٔ ۳۰ اکتبر ۱۹۴۶) یک سیاست‌مدار اهل آلمان است.